# Церковь Святого Григория Просветителя (Волгоград)
Церковь Святого Григория Просветителя или Сурб Григор Лусаворич (арм. Վոլգոգրադի Սուրբ Գրիգոր Լուսավորիչ  եկեղեցի) — храм Армянской Апостольской епархии, построенный в 1908 году. Названа в честь святого Григория Просветителя. Ныне на территории, где был расположен храм, находится стадион «Динамо».

## История
...единогласно предложено отвести безвозмездно армянскому обществу г. Царицына пустопорожнее место в 157-м квартале под постройку Армянской церкви в количестве 300 /трёхсот/ квадратных сажень.
Министерство Внутренних Дел. Саратовское Губернское правление. Строительный отдел. ноября 30 дня 1902 г. №1951. Саратов.
 21 сентября сего года, за №1486, г. Саратовским Губернатором был представлен Г. Министру Внутренних Дел проект на постройку Армянской Церкви в гор. Царицыне. Ныне Товарищ Министра, Сенатор Дурново, с возвращением проекта, сообщил Г. Губернатору, что, на основании пун.4 ст.1141 св. зак. т. XI ч. I изд. 1896 г., предварительное рассмотрение дела об учреждении армяно-григорианских церквей и испрошение на сие, через Министра Внутренних дел, Высочайшего разрешения принадлежит к кругу Эчмиадзинского Армяно-Григорианского Синода, а потому предложил препроводить означенный проект церкви в Астраханскую Армяно-Григорианскую Консисторию для дальнейшего направления дела. О вышеизложенном, с препровождением проекта Армянской Церкви и пояснительной к нему записки, Губернское Правление имеет честь уведомить Консисторию для дальнейших с её стороны распоряжений. Губернский инженер - подпись, старший делопроизводитель - подпись
Из Эчмиадзина до Царицына… Обряд освящения Церкви Сурб Григор Лусаворич состоялся 8 июня 1908 г. на котором мы имели честь присутствовать…
История создания первой в Царицыне армянской церкви началась с переселения нескольких семей армян из Нахичевани-на-Дону в Царицын в 60-х годах XIX века. Они и дали толчок в развитии Армянской Апостольской Церкви Царицына. В числе основателей церкви был известная в Царицыне семья промышленников Серебряковых.
27 апреля 1899 года армянское общество григорианского исповедания Царицына обратилось в Духовное правление Астраханской епархии Армянской Апостольской Церкви с просьбой разрешить построить молитвенный дом и при нём открыть приходскую школу. Представители общества параллельно подали прошение в Царицынскую городскую Думу об отводе места для постройки церкви в первой части города за полотном Царицынской железной дороги, в 157 квартале. Постановлением Царицынской городской Думы 23-25 ноября 1899 года обществом было получено соответствующее разрешение.
Проект постройки церкви занял около 2,5 лет. Всё это время проектировщики вели изыскательские работы и консультации с Астраханской Армяно-Григорианской Епархиальной Консисторией, а также с органами госуправления. В 1902 году вышло распоряжение Министерства Внутренних Дел об утверждении окончательного варианта проекта. Год спустя разрешение на строительство было получено и от Синода. А 18 апреля 1904 года фундамент Армянской Церкви уже был освящён архиепископом Астраханской епархии Армянской Апостольской Церкви Аристакесом Седракяном (Мелик-Аракелян).
Материалом для строительства храма традиционно был выбран туф, привезённый из Армении. Само строительство заняло ещё три года и закончилось в октябре 1907 года. Строение представляло собой монументальный купольный храм, выполненный в романском стиле, который являлся доминантой Заполотновской части города. Центральная часть храма представляла четверик, с возвышающимся над ним мощным восьмигранником, завершённым гранёным куполом шатровой формы, а на гранях восьмигранника располагались большие арочные окна. Вскоре после строительства храма рядом был заложен фундамент церковно-приходской школы расположенной на улице Волжской (ныне улица имени Балонина), это произошло в ноябре 1908 года. Настоятелями храма в разное время служили Тадевос Агамалян, Мкртыч Гаспарянц и Мартирос Юзбашян.
В связи с приходом Советской власти, храм Сурб Григор Лусаворич был закрыт в 1918 году, прослужив всего 11 лет. А на фоне голода в Поволжье 1921-22 годов церковные ценности всех духовных учреждений стали изыматься согласно декрету ВЦИК от 21 декабря 1921 года 21 декабря 1921 г. «О ценностях, находящихся в церквах и монастырях», а 2 января 1922 г. было принято постановление «О ликвидации церковных имуществ». Однако постановления касающиеся Помгола были встречены представителями духовенства, меценатства и прихожан церкви неодобрительно. Ими был поднят вопрос о невозможности передачи тех церковных ценностей храма которые представляют каноническую ценность. Это позволило хотя бы частично ограничить фактический грабёж церковных ценностей властями. Правительство отреагировало специнструкциями Центральным Комитетом Помгола регулирующими изъятие определённых видов церковных ценностей. Изъять надлежало предметы представляющие материальную ценность, то есть изделия из драгоценных металлов и камней, в качестве исключения было разрешено оставить по одному изделию необходимых для ритуалов. К последним относились ризы, оклады, подсвечники, кадилы, кресты, блюдца, чаши, дискосы и некоторая другая церковная посуда. Формально нельзя было изъять предметы не представляющие материальную ценность, такие как картины и иконы. Армянская церковь неоднократно подвергалась доскональному осмотру ещё в период, когда была действующей, и властями по факту грабились её ценности. А в 1929 году Постановлением Президиума Окр. ИК от 12 апреля Церковь Григория Просветителя была закрыта, а снесена в 1932-33 годах, наряду с другими храмами, такими как Александро-Невский собор, Свято-Троицкая церковь и Успенская церковь. На месте армянского храма был построен стадион «Динамо».
Однако фундамент здания ещё сохранился и, согласно документам Министерства культуры РФ, место является достопримечательностью. Тем не менее статус, в качестве памятника истории и культуры, объекту не придан.